# Lista över romaner skrivna på färöiska
Kronologisk lista över romaner för vuxna, ursprungligen skrivna på färöiska. Det återkommande ordet skaldsøga är färöiska för "roman".

## 1909
- 1909 – Bábelstornið. Regin í Líð. Torshamn: Hitt føroyska bókmentafelagið, 1909. 262 sidor.

## 1927
- 1927 – Aðru ferð: ein framtíðarmynd. Victor Danielsen. Torshamn: V. Danielsen, 1927. 62 sidor.
- 1927 – Beinta. H. A. Djurhuus. Torshamn: [s.n.], 1927. 157 sidor.

## 1930-talet
- 1930 – Hägring (Lognbrá). Heðin Brú. Torshamn: Varðin og Merkið, 1930. Utgiven på svenska 1939 i samlingsvolymen Berättelsen om Högni. 151 sidor.
- 1935 – Fast grepp (Fastatøkur). Heðin Brú. Torshamn: Varðin, 1935. Utgiven på svenska 1939 i samlingsvolymen Berättelsen om Högni. 205 sidor.

## 1940-talet
- 1940 – Fattigmans heder (Feðgar á ferð). Heðin Brú. Torshamn: Varðin, 1940. Utgiven på svenska 1977. 159 sidor.
- 1946 – Fiskimenn. Martin Joensen. Torshamn: Norrøna forlagið, 1946. 322 sidor.
- 1947 – Nei – lyftið sveik ikki. Victor Danielsen. Torshamn: Norrøna forlagið, 1947. 102 sidor.

## 1950-talet
- 1952 – Hitt ævinliga gonguverkið. H.M. Eidesgaard. Torshamn: Eysturlund, 1952. 152 sidor.
- 1952 – Tað lýsir á landi. Martin Joensen. Torshamn: Varðin, 1952. 344 sidor.
- 1958 – Yrkjarin úr Selvík og vinir hansara. Jens Pauli Heinesen. Torshamn: J.P. Heinesen, 1958. 210 sidor.

## 1960-talet
- 1962 – Tú upphavsins heimur. Jens Pauli Heinesen. Torshamn: J.P. Heinesen, 1962–1966. 3 band. 409 sidor.
- 1963 – Leikum fagurt ... Heðin Brú. Torshamn: H. Brú, 1963. 195 sidor.
- 1968 – Nógv ímillum: kristilig skaldsøga. Hans J. Ellingsgaard. Torshamn: Kirkjuliga Missiónsfelagið, 1968. 85 sidor.

## 1970-talet
- 1970 – Men lívið lær: skaldsøga. Heðin Brú. Torshamn: Varðin, 1970. 321 sidor.
- 1971 – Rannvá. Dagmar Joensen-Næs. Torshamn: D. Joensen-Næs, 1971. 114 sidor.
- 1972 – Tað stóra takið. Heðin Brú. Torshamn: Emil Thomsen, 1972. 251 sidor.
- 1973 – Frænir eitur ormurin: skaldsøga. Jens Pauli Heinesen. Torshamn: J.P. Heinesen, 1973. 466 sidor.
- 1977 – Vrakgods (Rekamaðurin). Jens Pauli Heinesen. Torshamn: Gestur, 1977. Utgiven på svenska 1992. 117 sidor.
- 1977 – Skitsur: býurin og stórbýurin. Magnus Dam Jacobsen. Bagsværd: M.D. Jacobsen, 1977. 164 sidor.
- 1978 – Osvald: skaldsøga. Valdemar Poulsen. Torshamn: Bókagarður, Emil Thomsen, 1978. 269 sidor.
- 1978 – Abbastova: skaldsøga. Louis Zachariasen. Torshamn: Bókagarður, Emil Thomsen, 1978. 169 sidor.
- 1979 – Tey telgja sær gudar: skaldsøga. Jens Pauli Heinesen. Torshamn: Gestur, 1979. 133 sidor.
- 1979 – Seinnapartur. Carl Johan Jensen. Torshamn: C.J. Jensen, 1979. 59 sidor.

## 1980-talet
- 1980 – Nú ert tú mansbarn á foldum: skaldsøga. Jens Pauli Heinesen. Torshamn: Gestur, 1980. 162 sidor.
- 1981 – Lýsir nú fyri tær heimurin: skaldsøga. Jens Pauli Heinesen. Torshamn: Gestur, 1981. 126 sidor.
- 1982 – Din lek är som den ljusa dagen (Leikur tín er sum hin ljósi dagur: skaldsøga). Jens Pauli Heinesen. Torshamn: Gestur, 1982. En svensk översättning finns på Färöarnas Nationalbibliotek. 167 sidor.
- 1982 – Livets sommar (Lívsins summar). Oddvør Johansen. Torshamn: Orð og Løg, 1982. Utgiven på svenska 1985. 175 sidor.
- 1983 – Markleys breiðist nú fyri tær fold: skaldsøga. Jens Pauli Heinesen. Torshamn: Gestur, 1983. 192 sidor.
- 1984 – Lokkalogi: skaldsøga. Marianna Debes Dahl. Torshamn: Fannir, 1984. 160 sidor.
- 1984 – Ett djup av dyrbar tid (Eitt dýpi av dýrari tíð: skaldsøga). Jens Pauli Heinesen. Torshamn: Gestur, 1984. Ett utdrag på svenska publicerades i Rallarros nr. 1 1985. 131 sidor.
- 1984 – Hall: skaldsøga. Steinbjørn B. Jacobsen. Torshamn: S. Jacobsen, 1984. 134 sidor.
- 1986 – Onglalag: skaldsøga. Marianna Debes Dahl. Torshamn: Fannir, 1986. 130 sidor.
- 1987 – Tað heita summarið: skaldsøga. Høgni av Heiði. Köpenhamn: Mentunargrunnur studentafelagsins, 1987. 136 sidor.
- 1987 – Deyðin sendir apríl. Einar Petersen. Sørvágur: Scorpio, 1987. 93 sidor.
- 1988 – Faldalín: skaldsøga. Marianna Debes Dahl. Torshamn: Fannir, 1988. 196 sidor.
- 1988 – Dælt –r manni vitandi orð. Óli Dahl. Torshamn: Fannir, 1988. 119 sidor.
- 1988 – Í andgletti: skaldsøga. Jens Pauli Heinesen. Torshamn: Gestur, 1988. 167 sidor.
- 1988 – Handan fyri havið – býurin og bygdin. Magnus Dam Jacobsen. Torshamn: Exlibris, 1988. 141 sidor.

## 1990-talet
- 1990 – ... hvørt við sínar náðir: ein skaldsøga. D. P. Danielsen. Torshamn: Fannir, 1990. 246 sidor.
- 1990 – Skert flog. Bergtóra Hanusardóttir. Köpenhamn: Mentunargrunnur studentafelagsins, 1990. 147 sidor.
- 1990 – Blíð er summarnátt á Føroyalandi. Jógvan Isaksen. Köpenhamn: Mentunargrunnur studentafelagsins, 1990. 263 sidor.
- 1990 – Tvey: skaldsøga. Martin Næs. Torshamn: Fannir, 1990. 106 sidor.
- 1990 – Á Suðurlandið. Kristian Osvald Viderö. Torshamn: Bókagarður, Emil Thomsen, 1990. 252 sidor.
- 1991 – Undir suðurstjørnum: skaldsøga. Gunnar Hoydal. Kollafjørður: Árting, 1991. 265 sidor.
- 1991 – Kasta: skaldsøga. Steinbjørn B. Jacobsen. Torshamn: S. Jacobsen, 1991. 116 sidor.
- 1991 – Gummistivlarnir eru tær einastu tempulsúlurnar, sum vit eiga í Føroyum. Jóanes Nielsen. Köpenhamn: Mentunargrunnur studentafelagsins, 1991. 126 sidor.
- 1992 – Vívil: skaldsøga. Marianna Debes Dahl. Torshamn: Fannir, 1992. 150 sidor.
- 1992 – Bláfelli: skaldsøga. Jens Pauli Heinesen. Torshamn: Gestur, 1992. 246 sidor.
- 1993 – Ein mamma er ein mamma: skaldsøga. Oddvør Johansen. Köpenhamn: Mentunargrunnur studentafelagsins, 1993. 170 sidor.
- 1994 – Við bivandi hjarta: skaldsøga. Høgni av Heiði. Köpenhamn: Mentunargrunnur studentafelagsins, 1994. 127 sidor.
- 1994 – Regler – ett brott (Reglur: eitt brotsverk). Tóroddur Poulsen. Torshamn: Fannir, 1994. Utgiven på svenska 1997. 132 sidor.
- 1994 – Gráur oktober. Jógvan Isaksen. Köpenhamn: Mentunargrunnur studentafelagsins, 1994. 243 sidor.
- 1995 – Eitt slag av tíð. Ólavur í Beiti. Sørvágur: Grønhólmur, 1995. 247 sidor.
- 1995 – Rúm: ein tekstur í fjúrtan pørtum. Carl Jóhan Jensen. Köpenhamn: Mentunargrunnur studentafelagsins, 1995. 283 sidor.
- 1995 – Tá ið tú kemur. Ólavur í Beiti. Sørvágur: Grønhólmur, 1996. 208 sidor.
- 1996 – Á ólavsøku: summarkrimi í 9 pørtum. Jógvan Isaksen. Nivå: Antonia, 1996. 86 sidor. ISBN 99918-43-11-6.
- 1996 – Duldar leiðir. Mina Reinert. Köpenhamn: Mentunargrunnur studentafelagsins, 1996. 223 sidor.
- 1997 – Sót og søgn. Tóroddur Poulsen. Torshamn: Fannir, 1997. 144 sidor. ISBN 99918-49-12-2.
- 1997 – Myrkar nætur. Sonni Jacobsen. Sørvágur: Ytstifjórðingur, 1997. 185 sidor. ISBN 99918-934-3-1.
- 1997 – Páskaódnin. Jóanes Nielsen. Köpenhamn: Mentunargrunnur studentafelagsins, 1997. 176 sidor. ISBN 99918-43-14-0.
- 1998 – Teir bláu. Sonni Jacobsen. Sørvágur: Ytstifjórðingur, 1998. 245 sidor. ISBN 99918-934-4-X.
- 1998 – Í morgin er aftur ein dagur. Oddvør Johansen. Köpenhamn: Mentunargrunnur studentafelagsins, 1998. 224 sidor. ISBN 99918-43-18-3.
- 1999 – Vónbrot: skaldsøga. Oluf Djurhuus. Innan Glyvur: O. Djurhuus, 1999. 122 sidor. ISBN 99918-3-068-5.
- 1999 – Suðar dýpið reyða. Bergtóra Hanusardóttir. Köpenhamn: Mentunargrunnur studentafelagsins, 1999. 184 sidor. ISBN 99918-43-24-8.
- 1999 – Ein ódeyðilig sál – og aðrar. Jens Pauli Heinesen. Köpenhamn: Mentunargrunnur studentafelagsins, 1999. 297 sidor. ISBN 99918-43-20-5.
- 1999 – Dalurin fagri: skaldsøga. Gunnar Hoydal. Torshamn: Føroya lærarafelag, 1999. 309 sidor.
- 1999 – Úr támi tíðarinnar. Sonni Jacobsen. Sørvágur: Ytstifjórðingur, 1999. 191 sidor. ISBN 99918-934-5-8.
- 1999 – Tey, ið undan fóru: skaldsøga. Oluf Djurhuus. Innan Glyvur: O. Djurhuus, 2000. 155 sidor. ISBN 99918-3-087-1.

## 2000-talet
- 2000 – Koparskrínið. Jens Pauli Heinesen. Köpenhamn: Mentunargrunnur studentafelagsins, 2000. 120 sidor. ISBN 99918-43-30-2.
- 2000 – Hjá dvørgum í Niðafjøllum: ævintýrsøga. Annfinnur í Skála. Torshamn: Sprotin, 2000. 264 sidor. Rað: Heimurin forni 1. ISBN 99918-44-45-7.
- 2000 – Ferðin til Zambora: ævintýrsøga. Annfinnur í Skála. Torshamn: Sprotin, 2000. 267 sidor. Rað: Heimurin forni 2. ISBN 99918-44-46-5.
- 2001 – Tá ið eg havi málað summarhúsið: skaldsøga. Oddvør Johansen. Köpenhamn: Mentunargrunnur studentafelagsins, 2001. 116 sidor. ISBN 99918-43-34-5.
- 2001 – Gutthús: skaldsøga. Oluf Djurhuus. Innan Glyvur: O. Djurhuus, 2002. 137 sidor. ISBN 99918-963-0-9.
- 2002 – Bygdarmenning: skaldsøga. Andras Miðskarð. Klaksvík: A. Miðskarð, 2002. 215 sidor. ISBN 99918-3-119-3.
- 2003 – Eitrandi blóð. Sonni Jacobsen. Sørvágur: Ytstifjórðingur, 2003. 188 sidor. ISBN 99918-934-7-4.
- 2004 – Hjálpt úr neyð: skaldsøga. Absalon Absalonsen. Torshamn: Løkur lítli, 2004. 229 sidor. ISBN 99918-994-1-3.
- 2004 – Hvør var Nimrod? Jens Pauli Heinesen. Köpenhamn: Mentunargrunnur studentafelagsins, 2004. 178 sidor. ISBN 99918-43-52-3 (99918-46-52-3).
- 2004 – Sebastians hús: skaldsøga. Oddvør Johansen. Köpenhamn: Mentunargrunnur studentafelagsins, 2004. 128 sidor. ISBN 99918-43-48-5.
- 2004 – Meðan sólin í eystri roðar: skaldsøga. Jóannes Kjølbro. [S.l.]: J. Kjølbro, 2004. 175 sidor. ISBN 99918-3-158-4.
- 2004 – der græder så mangen. Kári Petersen. Torshamn: K. Petersen, 2004. 198 sidor. ISBN 99918-3-170-3.
- 2005 – Sornhúsfólkini: skaldsøga. Absalon Absalonsen; perma og myndir: Absalon Absalonsen. Torshamn: Løkur lítli, 2005. 244 sidor. ISBN 99918-994-2-1.
- 2005 – Messias II ella Synd drepur Guð: ein leysasøga. Elias Askham. Köpenhamn: Mentunargrunnur studentafelagsins, 2005. 356 sidor. ISBN 99918-43-61-2.
- 2005 – Mørk. Vida Akselsdóttir Højgaard. Köpenhamn: Mentunargrunnur studentafelagsins, 2005. 180 sidor. ISBN 99918-43-59-0.
- 2005 – Krossmessa. Jógvan Isaksen. Köpenhamn: Mentunargrunnur studentafelagsins, 2005. 289 sidor. ISBN 99918-43-62-0.
- 2005 – O- – historier om djävulskap (Ó-: søgur um djevulskap). Carl Jóhan Jensen. Vestmanna: Sprotin, 2005. 786 sidor. ISBN 99918-44-74-0.
- 2005 – Hvirlan. Dagny Joensen. Köpenhamn: Mentunargrunnur studentafelagsins, 2005. 174 sidor.
- 2005 – Glansbílætasamlararnir: skaldsøga. Jóanes Nielsen. Köpenhamn: Mentunargrunnur studentafelagsins, 2005. 276 sidor. ISBN 99918-43-57-4.
- 2006 – Burtur: skaldsøga. Bergtóra Hanusardóttir. Köpenhamn: Mentunargrunnur studentafelagsins, 2006. 418 sidor. ISBN 99918-43-70-1.
- 2006 – Í havsins hjarta: skaldsøga. Gunnar Hoydal. Vestmanna: Sprotin, 2007. 517 sidor. ISBN 9789991844879.
- 2007 – Adventus Domini. Jógvan Isaksen. Köpehamn: Mentunargrunnur studentafelagsins, 2007. 253 sidor. ISBN 9789991843773.
- 2007 – Tema við slankum. Sólrún Michelsen. Köpenhamn: Mentunargrunnur studentafelagsins, 2007. 118 sidor. ISBN 9789991843766.
- 2008 – Útvølir. Tóroddur Poulsen. Köpenhamn: Mentunargrunnur studentafelagsins, 2008. 185 sidor. ISBN 9789991843827.
- 2008 – Metusalem. Jógvan Isaksen. Köpenhamn: Mentunargrunnur studentafelagsins, 2008. 316 sidor. ISBN 9789991843803.
- 2009 – Norðlýsið. Jógvan Isaksen. Köpenhamn: Mentunargrunnur studentafelagsins, 2009. 290 sidor.

## 2010-talet
- 2010 – Dirvi til at liva. David Johannesen. Miðvágur: Vón, 2010. 135 sidor.[1]
- 2010 – Norska Løva. Jógvan Isaksen. Köpenhamn: Mentunargrunnur studentafelagsins, 2010. 268 sidor. ISBN 9789991843926.
- 2011 – Deydningar dansa á sandi. Jógvan Isaksen. Köpenhamn: Mentunargrunnur studentafelagsins, 2011. 372 sidor. ISBN 9789991843988.
- 2011 – Brahmadellarnir. Jóanes Nielsen. Köpenhamn: Mentunargrunnur studentafelagsind, 2011. 364 sidor. ISBN 9789991843957.
- 2011 – Tey bæði: trúfesti og fullkomin friður. Hanus Samró. Torshamn: H. Samró, 2011. 172 sidor. ISBN 978-99918-3-339-2.[2]
- 2011 – Vitjan...: framtíðarskaldsøga. Annfinnur í Skála. Vestmanna: Sprotin, 2011. 310 sidor. ISBN 9789991871677.
- 2012 – Tann fimti maðurin. Jógvan Isaksen. Köpenhamn: Amaldus [i.e. Mentunargrunnur studentafelagsins], 2012. 287 sidor. ISBN 978-99918-75-03-3.[3]
- 2012 – Skugganna land. Annfinnur í Skála. Vestmanna: Sprotin, 2012. 553 sidor. ISBN 978-99918-71-55-4.
- 2013 – Hinumegin er mars. Sólrún Michelsen. Köpenhamn: Mentunargrunnur studentafelagsins, 2013. 144 sidor. ISBN 978-99918-75-05-7.[4]
- 2014 – Korallin í Tallin, Agnar Artúvertin. Gwendalyn, 2014. 191 sidor.
- 2014 – Eg síggi teg betur í myrkri, Carl Jóhan Jensen. Sprotin, 2014. 520 sidor.
- 2014 – Vølundarhús, Jógvan Isaksen. Mentunargrunnur Studentafelagsins, 2014. 300 sidor.
- 2015 – Hinumegin garðin, William Smith Sprotin, 2015. 149 sidor.
- 2015 – Einsamøll í Lítlu Dímun, Agnar Artúvertin. Gwendalyn, 2015. 185 sidor.
- 2015 – Hitt blinda liðið, Jógvan Isaksen. Mentunargrunnur Studentafelagsins, 2015. 291 sidor.
- 2015 – Bókin um tað góða, Carl Jóhan Jensen. Sprotin, 2015. 238 sidor.
- 2016 – Stjørnustundir í skugga, Høgni Debes Joensen. Sprotin, 2016. 228 sidor.
- 2016 – Drotningaringurin, Jógvan Isaksen. Marselius, 2016. 313 sidor.
- 2016 – Bommhjarta, Jóanes Nielsen. Mentanargrunnur Studentafelagsins, 2016. 369 sidor.
- 2016 – Deyðin fer í bindiklubb, Steintór Rasmussen. Sprotin, 2016. 307 sidor.
- 2016 – Óendaliga vera, Marjun Syderbø Kjelnæs. Føroya Lærarafelag, 2016. 310 sidor.
- 2017 – Framtíðarvónir, David Johannesen. Vón, 2017. 118 sidor.
- 2017 – Hevndin úr havsins dýpi, Steintór Rasmussen. Sprotin, 2017. 305 sidor.